# Амік (Мічиган)
Амік (англ. Ahmeek) — селище (англ. village) в США, в окрузі Ківіно штату Мічиган. Населення — 127 осіб (2020).

## Географія
Амік розташований за координатами 47°17′54″ пн. ш. 88°23′50″ зх. д. / 47.29833° пн. ш. 88.39722° зх. д. (47.298458, -88.397106).  За даними Бюро перепису населення США в 2010 році селище мало площу 0,18 км², уся площа — суходіл.

## Демографія
Згідно з переписом 2010 року, у селищі мешкало 146 осіб у 73 домогосподарствах у складі 38 родин. Густота населення становила 823 особи/км².  Було 119 помешкань (671/км²).
Расовий склад населення:
| - 99,3 % — білих - 0,7 % — корінних американців |

До двох чи більше рас належало 0,0 %. Частка іспаномовних становила 0,0 % від усіх жителів.
За віковим діапазоном населення розподілялося таким чином: 18,5 % — особи молодші 18 років, 63,0 % — особи у віці 18—64 років, 18,5 % — особи у віці 65 років та старші. Медіана віку мешканця становила 45,7 року. На 100 осіб жіночої статі у селищі припадало 94,7 чоловіків;  на 100 жінок у віці від 18 років та старших — 91,9 чоловіків також старших 18 років.
За межею бідності перебувало 41,3 % осіб, у тому числі 64,7 % дітей у віці до 18 років та 14,8 % осіб у віці 65 років та старших.
Цивільне працевлаштоване населення становило 39 осіб. Основні галузі зайнятості: мистецтво, розваги та відпочинок — 30,8 %, виробництво — 17,9 %, освіта, охорона здоров'я та соціальна допомога — 17,9 %.